# 44. sydlige breddekreds
Den 44. sydlige breddekreds (eller 44 grader sydlig bredde) er en breddekreds, der ligger 44 grader syd for ækvator. Den løber gennem Atlanterhavet, det Indiske Ocean, Australasien, Stillehavet og Sydamerika.